# Hoplonemertea
Hoplonemertea – rząd wstężnic charakteryzujących się obecnością ryjka (proboscis) uzbrojonego w kolec jadowy z przynajmniej jednym sztyletem oraz obecnością metamerycznie rozmieszczonych uchyłków jelita środkowego. 
Hoplonemertea obejmuje gatunki wolno żyjące, morskie, słodkowodne i lądowe. Wśród morskich są zarówno przybrzeżne, jak i pelagiczne oraz głębinowe. Należą do niego wszystkie 4 gatunki wstężnic występujących w Polsce.
Na podstawie uzbrojenia proboscis A. Brinkmann w 1917 roku wyróżnił dwa podrzędy:
- Monostilifera – obejmuje gatunki z jednym, centralnie położonym sztyletem,
- Polystilifera – mają sierpowaty sztylet z licznymi bocznymi sztylecikami.